# 藤並站
- 關於愛知縣名古屋鐵道的相同讀音車站，請見「藤浪站」。
- 關於石川縣能登鐵道的相同讀音車站，請見「藤波站」。

藤並站（日语：／ Fujinami eki */?）是位於和歌山縣有田郡有田川町大字明王寺，西日本旅客鐵道（JR西日本）的紀勢本線（紀國線）車站。
在2008年3月15日時間表修正時，升級為特急停車站。現時部分特急「黑潮」停此站（主要是來往新大阪〜白濱之間的班次）。此站曾經設有有田鐵道有田鐵道線的車站。

## 歷史

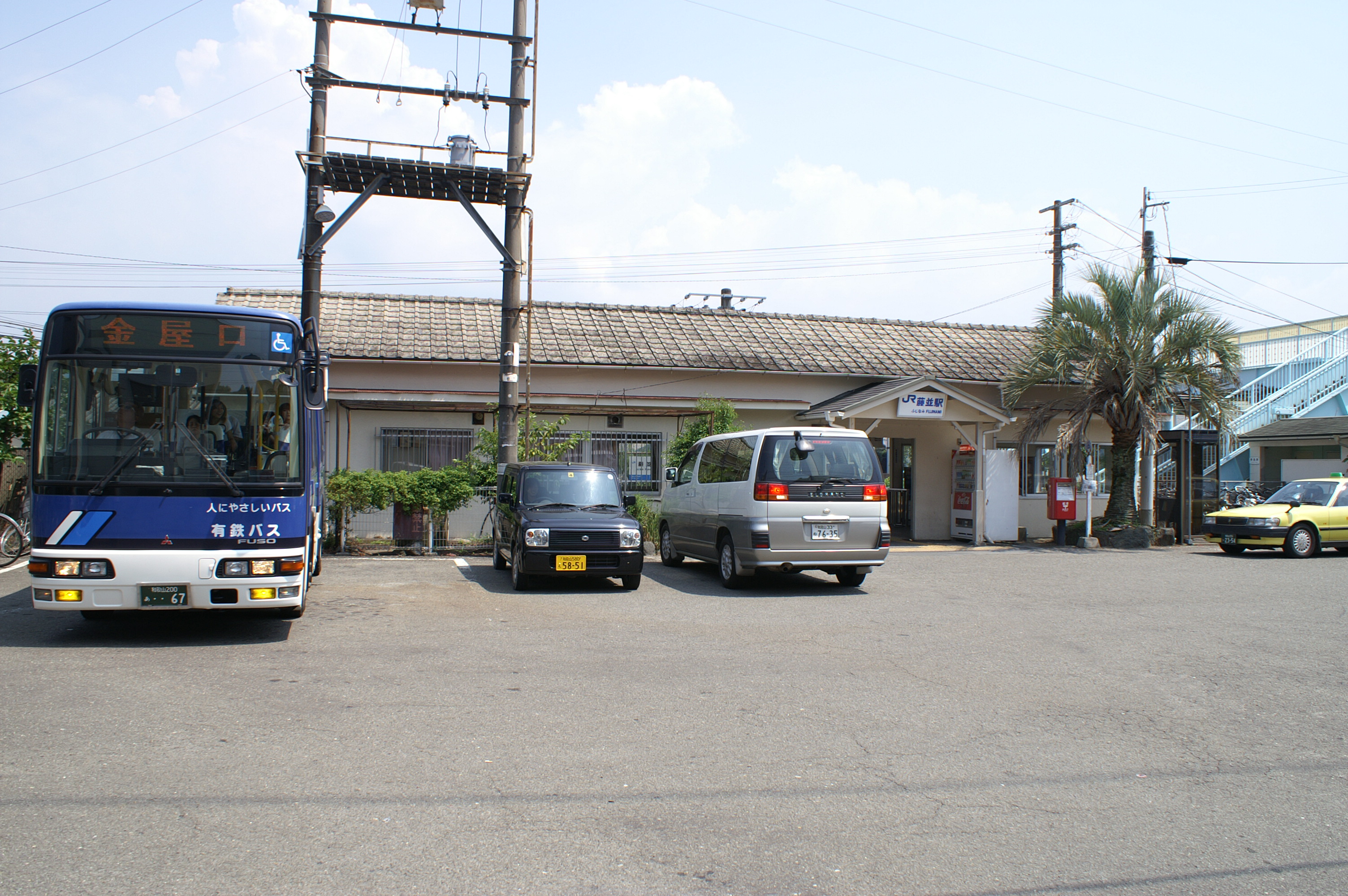
舊車站大樓（2006年）

藤並沒有有田鐵道線的車站。在1926年（大正15年）8月，紀勢西線紀伊宮原站至此站開通後，有田鐵道與紀勢西線為了可互相轉乘，有田鐵道在紀勢西線藤並站旁加設藤並站，使此站啟用時已經是國鐵與有田鐵道的轉乘站。
隨後在戰爭開始時，由於當時紀勢西線與有田鐵道在湯淺至藤並之間為並行，為了有效運用資源（路軌等資源），在1944年（昭和19年）12月，有田鐵道藤並站經湯淺站至海岸站之間被指定為「不要不急線」被暫停服務。在1959年（昭和34年）4月，那路段不被重開並正式廢止。此外，在1950年（昭和25年）4月，有田鐵道在藤並站起設有路軌連接紀勢本線，並直通至紀伊湯淺站（現時為湯淺站）。
隨後，經歷紀勢本線全線開通和國鐵分割民營化，有田鐵道於2003（平成15年）起廢止。在2007年（平成19年），車站進行改善工程，把車站大樓改建和延長月台。在翌年春季的時間表修正中，新車站大樓啟用。

### 年表
- 1926年（大正15年）8月8日 - 國鐵紀勢西線紀伊宮原站至此站開通，國鐵車站啟用[1]。同日，有田鐵道在國鐵車站旁也新設車站[1]。
- 1927年（昭和2年）8月14日 - 紀勢西線此站至紀伊湯淺站（現時為湯淺站）之間開業[1]。
- 1944年（昭和19年）12月10日 - 有田鐵道藤並站至海岸站之間被指定為不要不急線而暫停服務，同時有田鐵道的湯淺站暫停營業。
- 1959年（昭和34年）
  - 4月3日 - 有田鐵道此站至海岸站之間廢止。
  - 7月15日 - 國鐵三木里站至新鹿站之間開通，同時路線由紀勢西線改名為紀勢本線[1]。
- 1987年（昭和62年）4月1日 - 伴隨國鐵分割民營化，車站由西日本旅客鐵道（JR西日本）營運[1]。
- 2003年（平成15年）1月1日 - 有田鐵道全線（此站至金屋口站之間）廢止[1]。
- 2007年（平成19年）6月1日 - 於御坊一邊的天橋，遷移至和歌山一邊。同時御坊一邊天橋開始拆卸。
- 2008年（平成20年）3月15日 - 實施時間表修正，部分特急「海洋飛箭」、「超級黑潮」、「黑潮」（在2012年3月時間表修正統一名稱為「黑潮」）停此站，並加設跨站式站房。
- 2016年（平成28年）12月17日 - 車站可以使用「ICOCA」智能卡[2]。
- 2019年（平成31年）
  - 3月8日 - 此日為最後一日設有綠色窗口[3]。
  - 3月9日 - 設置綠色售票機Plus（日语：みどりの券売機プラス）[3]。

## 車站構造

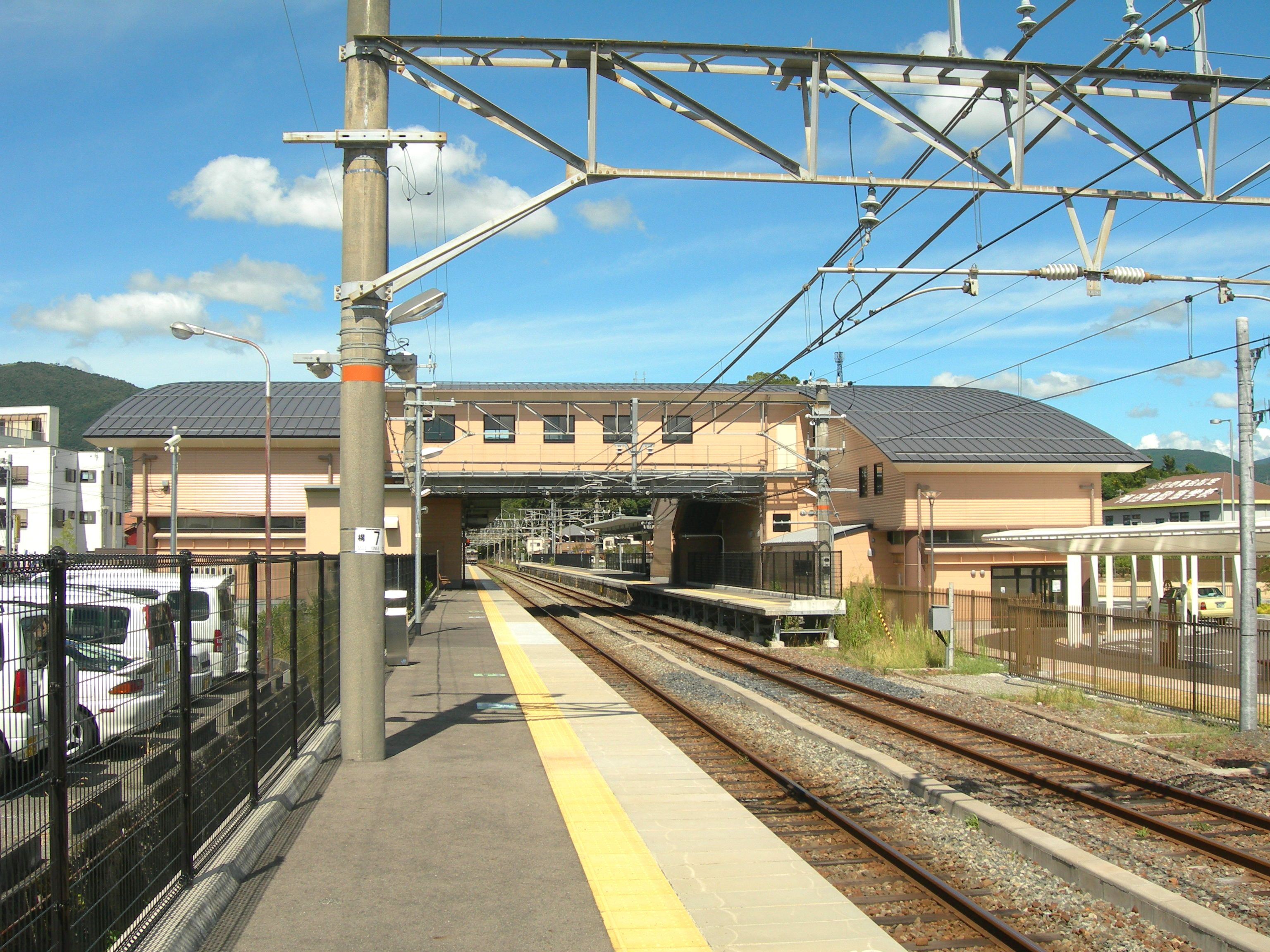
月台

車站為地面車站，設有2面2線的相對式月台。設有轉轍器和絶對信號機，被定義為停留所。2008年起設有跨站式站房，設有東西兩出入口。在之前，車站大樓位於和歌山方向的月台側（現時為西出口側），為木造平房建築物。御坊方向的月台設有跨線橋連接車站大樓。
車站由御坊站管理，並委托JR西日本MAINTEC進行車站業務，為業務委託車站。在東出口第2層設有綠色售票機Plus、1台新型觸控面板式售票機及閘口。在第1層東西兩側設有候車室。在第2層東出口設有展望候車空間。在第1層東出口設有有田川町觀光詢問處。在第2層西出口設有小型站美術館 Ponte del Sogno，在圖書館主要收藏童話繪本的原畫，每1個月更換一次。免費入場。在東西兩出口設有公眾通道連接。
在有田鐵道廢止後，路軌還未撒走，直至改善工程開始時才撒走。隨後，再把售票處、月台和安全確認鏡撤走。現時有田鐵道遺址變成了東出口的站前廣場、停泊單車場地。部分有田鐵道線的路軌變成為單車俓。

### 月台
| 月台 | 路線   | 方向                       |
| ---- | ------ | -------------------------- |
| 1    | 紀國線 | 和歌山、天王寺、新大阪方向 |
| 2    | 紀國線 | 御坊、白濱、新宮方向       |

- 以上的路線名是使用旅客資訊上的名稱（愛稱）。
- 在月台上設有簡易自動廣播系統。

## 使用狀況
以下列出近年1日平均乘車人次。
| 年度   | 一日平均 乘車人次 |
| ------ | ----------------- |
| 1998年 | 1,328             |
| 1999年 | 1,295             |
| 2000年 | 1,263             |
| 2001年 | 1,261             |
| 2002年 | 1,277             |
| 2003年 | 1,280             |
| 2004年 | 1,262             |
| 2005年 | 1,221             |
| 2006年 | 1,221             |
| 2007年 | 1,178             |
| 2008年 | 1,243             |
| 2009年 | 1,227             |
| 2010年 | 1,278             |
| 2011年 | 1,267             |
| 2012年 | 1,340             |
| 2013年 | 1,397             |
| 2014年 | 1,334             |
| 2015年 | 1,357             |
| 2016年 | 1,384             |
| 2017年 | 1,357             |

## 車站周邊
車站曾放置了蒸氣機車（D51 1085），在2010年2月遷移至有田川町鐵道公園。
- 國道42號
- 阪和自動車道（海南湯淺道路（日语：海南湯浅道路）） - 有田交流道
- 湯淺御坊道路 - 有田南交流道
- 有田駕駛學校
- 大谷溫泉（日语：大谷温泉 (和歌山県)）
- 吉備郵局
- JA有田（日语：JAありだ）本所
- 超級中心OKUWA（日语：オークワ）有田川店
- Delicious廣岡吉備店
- 廣甚（日语：エバグリーン）吉備店
- MEGANETOP和歌山有田川店
- 山田電機Tecc.Land有田川店
- 上新電機有田川店
- 和歌山縣立有田中央高等學校（日语：和歌山県立有田中央高等学校）
- 有田川町立吉備中學
- 有田川町立藤並小學

## 巴士路線

### 一般巴士路線
- 有田鐵道　美山線
  - 行和歌山市站／往金屋口、川原河
  - 星期六及假日暫停服務，每日2往返班次。
    - 在川原河可轉乘御坊南海巴士日高川線、日高川町社區巴士寒川線、日高川町乘合的士初湯川線和龍神住民巴士龍神日高川線（但是需注意運行日期）。[5]
- 有田川町設施巡回巴士
  - 只於星期六及假日，以及假日季節運行。每日2往返班次。
  - 不需車費，但需要在各巴士站附近的設施（此站為觀光詢問處）領取整理票。

### 高速巴士
- 明光巴士（日语：明光バス）、西式觀光巴士（日语：西武観光バス）
  - 白濱 - 橫濱・東京・大宮線「白沙灘穿梭」經YCAT（橫濱站）（日语：YCAT）、Busta新宿、池袋站東出口、大宮站西出口 往西武巴士大宮營業所

## 相鄰車站
西日本旅客鐵道
 紀國線（紀勢本線）
- 部分特急「黑潮」停車站

■快速
湯淺－藤並－箕島
■普通（包括在阪和線內的快速及紀州路快速列車）
湯淺－藤並－紀伊宮原

### 曾經存在的路線
有田鐵道
有田鐵道線
吉川－藤並－明王寺－田殿口
吉川站方向（海岸至藤並之間）於1944年暫停服務，1959年廢止。明王寺站在全線廢止前已經廢止。

## 注腳
1. 1 2 3 4 5 6 7  曾根悟（監修）. 朝日新聞出版分冊百科編集部（編集） , 编. . 朝日百科週刊. 25號 紀勢本線、參宮線、名松線. 朝日新聞出版. 2010-01-10: 18–21.
2. ↑  和歌山県内の特急 「くろしお」号停車駅で、ICOCAがご利用できるようになります！ （页面存档备份，存于） 西日本旅客鐵道 新聞發布 2016年8月9日
3. 1 2  . 西日本旅客鐵道.   [2019-03-12]. （原始内容存档于2019-03-12）.
4. ↑  『和歌山縣統計年鑑』及『和歌山縣公共交通機關等資料集』
5. ↑  日高川町社區巴士路線圖時間表 （页面存档备份，存于）

## 外部連結
- 藤並｜車站資訊：JR出門網 - 西日本旅客鐵道